# Eretmocerus rui
Eretmocerus rui är en stekelart som beskrevs av Gregory Zolnerowich och Rose 2004. Eretmocerus rui ingår i släktet Eretmocerus och familjen växtlussteklar. Inga underarter finns listade i Catalogue of Life.